# Lippe (norwegische Familie)

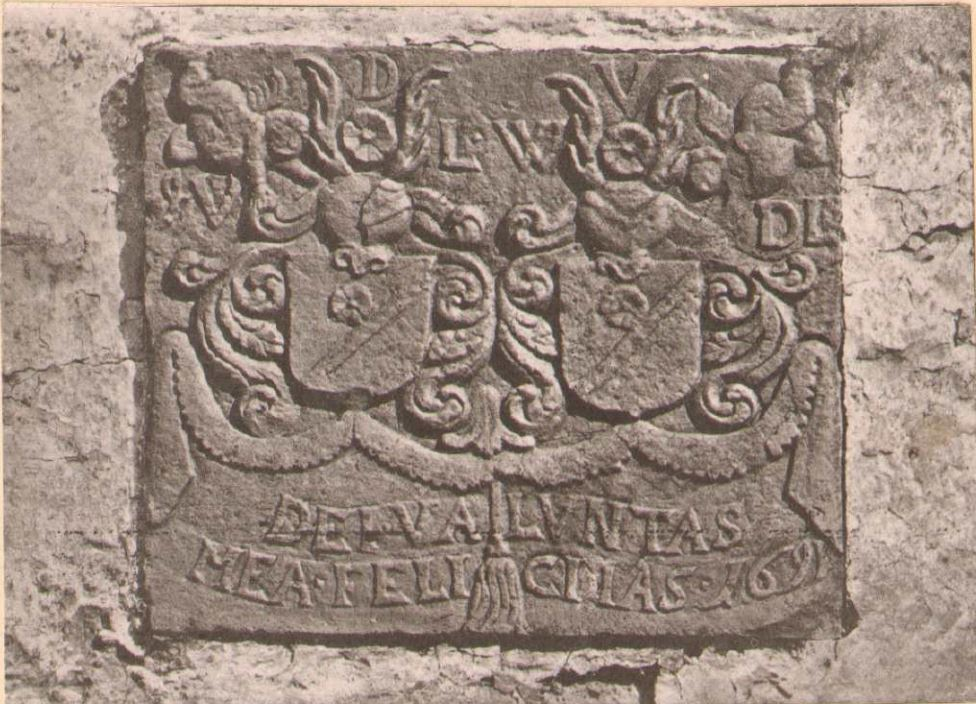
Wappen der norwegischen Familie von der Lippe, veröffentlicht in Conrad Fredrik von der Lippe: Personalhistoriske Efterretninger (1883).

Von der Lippe ist eine verzweigte norwegische Familie deutschen Ursprungs. Das von im Namen ist keine Adelsbezeichnung, sondern verweist auf die westfälische Herkunft. Der Gründer der Familie, Jacob von der Lippe, wanderte im 17. Jahrhundert von Bremen nach Bergen aus und erhielt dort am 17. Januar 1655 das Bürgerrecht. Die bürgerlich-kaufmännische Familie hat in mehr als drei Jahrhunderten einige prominente Vertreter hervorgebracht.
Ein Nachfahre, Conrad Fredrik von der Lippe, hat im 19. Jahrhundert genealogische Nachforschungen angestellt und diese 1883 als Personalhistoriske Efterretninger om Familien von der Lippe (Berichte über die persönliche Geschichte der Familie von der Lippe) veröffentlicht, ein Werk, das er dem Gedächtnis seines Vaters widmete und das wegen seines Detailreichtums und der Bedeutung der Familie auch von allgemein-historischem Interesse ist.

## Stammbaum der Nachkommen von Jacob von der Lippe († 1702)
Der hier dargestellte Auszug aus Conrad Fredriks Stammliste berücksichtigt nur die Zweige, die zu prominenten Familienangehörigen führen.
Die vorgestellten Buchstaben entsprechen jenen der Quelle und dienen der Verdeutlichung der einzelnen genealogischen Ebenen. Zum Beispiel werden die Nachkommen einer Person A# aufsteigend nach dem Geburtsdatum mit B1, B2, B3 usw. bezeichnet. B3 ist dann das 3 Kind von A#.

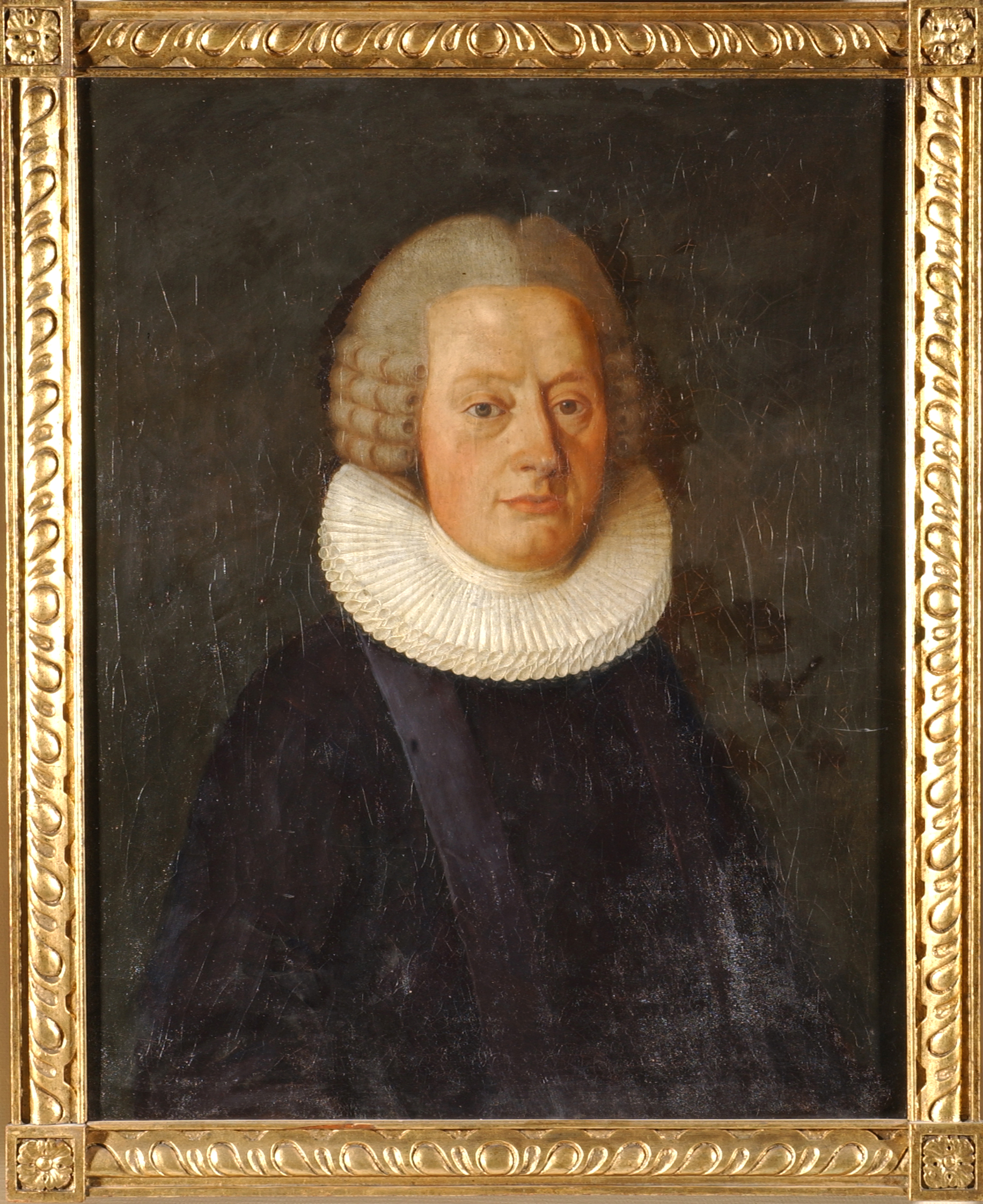
Jacob von der Lippe Parelius (1744–1827)
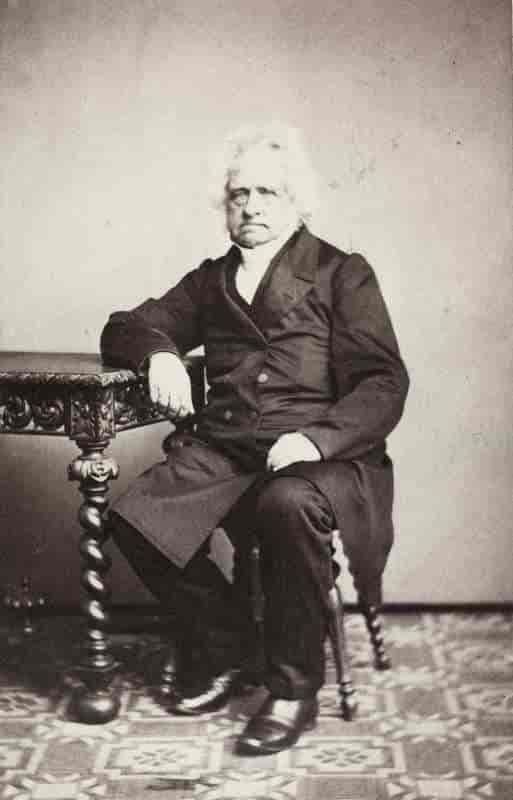
Jacob von der Lippe (1797–1878)
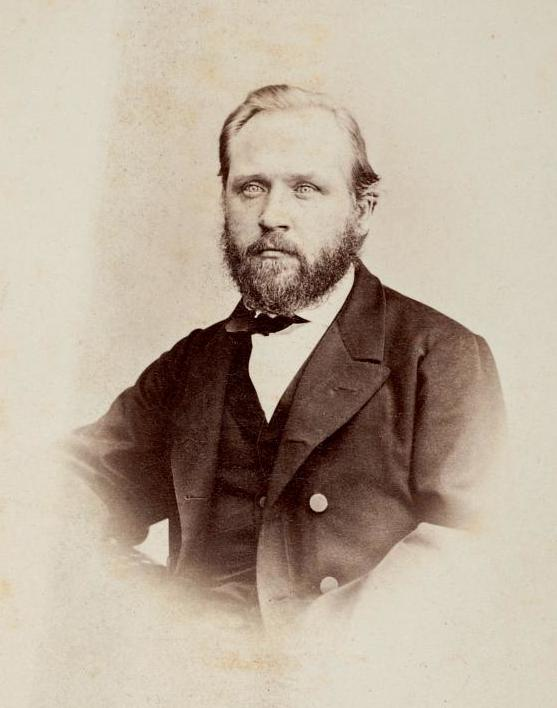
Conrad Fredrik von der Lippe (1833–1901)
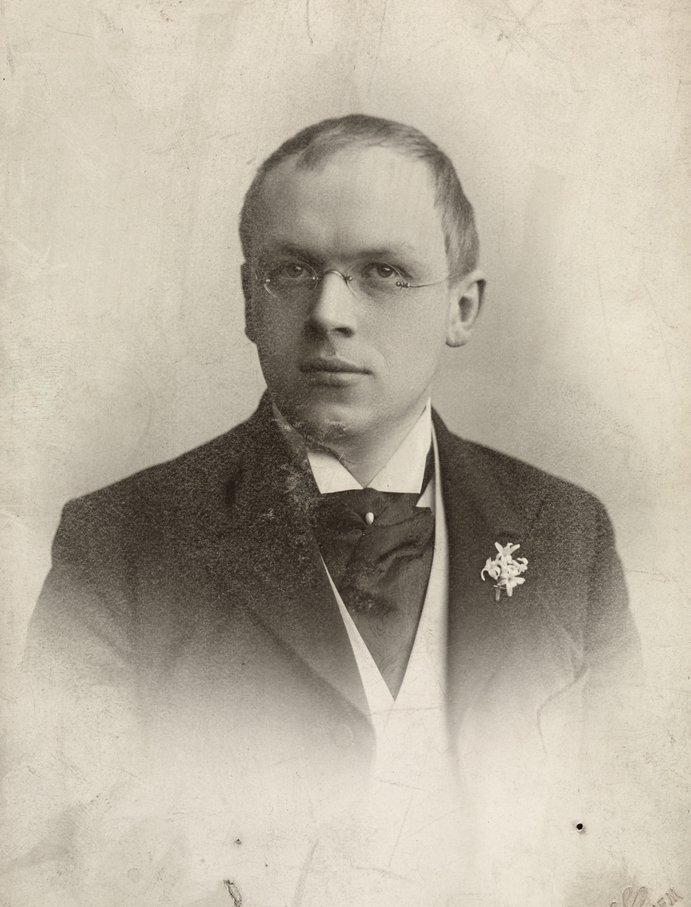
Jakob von der Lippe (1870–1954)

- Jacob von der Lippe († 1702), aus Bremen, 1655 Bürgerrecht in Bergen. ⚭ Gjertrud Hermansdatter Sennechen, Tochter von Hermen Sennechen aus Mecklenburg, 1618 Bürgerrecht in Bergen.
  - A1 Henrich von der Lippe († 1702), Kaufmann und Hausbesitzer, 1688 Bürgerrecht in Bergen. ⚭ Dorette (Dorothea) Storch (Störch) († 8. Februar 1745), Tochter von Dr. med. Jan Storch in Bergen und Johanne Adelucia Montagne de Lillienskjold, später verheiratet mit Enevold König, Organist.
    - B4 Jacob von der Lippe (1691–1745), Kaufmann in Bergen, später in Kristiansund. ⚭ 1. Januar 1717 Margarethe Sophie Withe, Tochter von Mag. Sebastian Withe, Pfarrer in Trondheim und Inger Margrethe Lund, später verheiratet mit dem Faktor Johan Geelmuyden.
      - C3 Dorothea von der Lippe († 1746). ⚭ 1743 Rasmus Rosing Parelius (* 1708), Sohn von Jørgen Clausen Parelius und Gjertrud Christian Rosing. Lebte bis 1747 in Sørvalen, danach als Kaufmann in Hitteren. Sie war die zweite seiner drei Ehefrauen. Die Familie Parelius stammt aus Solvorn in Sogn
        - D1 Jacob von der Lippe Parelius (* 4. Mai 1744 in Hopsjø auf der Insel Hitra; † 25. September 1827 in Meldal), Zeichner und Inspektor der Naturaliensammlung der Det Kongelige Norske Videnskabers Selskab (Königlich Norwegische Wissenschaftliche Gesellschaft) in Trondheim, später Pfarrer in Meldal. ⚭ 26. September 1775 Margrethe Schjødt Mørch (* 16. November 1753 in Trondheim; † 26. März 1824), Tochter von Jens Mørch und Anna Benedicte Leth.
          - E3 Jacob von der Lippe Parelius der Jüngere (* 4. Februar 1782 in Meldal; † 6. September 1861 in Meldal), 53 Jahre lang Pfarrer von Meldal.
            - F14 Annæus Benedictus Leth Parelius (* 22. April 1833 in Meldal; † 30. September 1890 in Kristiania), Mineralwasserfabrikant. o-o Julie Mathea Johannesdatter Skarpsno (1857–1941).
              - G# Fredrik Parelius (* 25. März 1879 in Kristiania; † 25. Juli 1970 in Oslo), Schriftsteller und Jurist.

    - B6 Paulus Henrichsøn von der Lippe (1696–1746; begraben am 12. August in der Stavanger Domkirke), Schiffsreeder und Kaufmann in Bergen, später in Stavanger. ⚭ Elisabeth Hansdatter Seehuus (getauft 20. November 1696; † 1756), Tochter von Propst Hans Seehuus und Mette Christine Buch.
      - C6 Jacob von der Lippe (getauft 6. April 1731 in Nykirken; † 1804). Reiste 1770 für seine „Promotion“ nach Kopenhagen, war anschließend Pfarrer in Solum und Melum (beide heute zu Skien) in Telemark. ⚭ (3. Ehe) Wenche Dischington (Dissingthon) (getauft 18. November 1738 in Bergen; † 13. Juli 1780 in Solum), Tochter von Gerhard Dissingthon und Margrethe Jansdatter Forman,  Witwe von Schiffskapitän Henrik Ibsen.
        - D6 Gerhard von der Lippe (* 27. März 1776 in Solum; † 4. Mai 1830), Kaufmann und zweifacher Hausbesitzer in Bergen. „Nach dem Zeugnis seiner Zeitgenossen war er ein stattlicher Mann von beachtlicher Größe und Statur und wird als ungewöhnlich gutmütiger und fröhlicher Mann beschrieben.“ ⚭ (1. Ehe) 23. Januar 1797 Antonette Ulriche Dietrichson (getauft 5. November 1770 in Bergen; † 27. April 1801), Tochter von Generalmajor Fredrik Dietrichson und Elisabeth Frøchen.
          - E1 Jacob von der Lippe (* 27. September 1797 in Bergen; † 2. Oktober 1878 in Kristiansand), Dompropst und ab 1841 Bischof von Kristiansand (heute Bistum Agder und Telemark), langjähriges Mitglied des Storting (Parlament) und Präsident des Lagting. ⚭ 5. Juli 1820 in Bergen Ingeborg Brun Erichsen (* 22. April 1800 in Bergen; † 20. Mai 1880 in Kristiansand), Tochter des Warenmaklers Hans Erichsen und Catharina Brun (diese wiederum war die Tochter des Lyrikers und Bischofs Johan Nordahl Brun).
            - F9 Conrad Fredrik von der Lippe (* 8. Oktober 1833 in Kristiansand; † 27. Dezember 1901 in Klyva gård, Os in Hardanger), Architekt, bygningsinspektør (Bauinspektor) in Stavanger, 1870–1900 stadskonduktør (Stadtbaudirektor) in Bergen, Erforscher des Familienstammbaums. ⚭ 5. Juli 1859 in Darmstadt Johanne Louise Caroline Voigt (* 11. Februar 1837 in Darmstadt), Tochter des Hauptmanns in der Großherzoglich Hessischen Armee Ludwig Voigt und Johanna Marie Grebe.
              - G1 Ingeborg von der Lippe Konow (* 24. Mai 1860 in Stavanger; † 30. September 1929 in Hop bei Bergen), Kinderbuchautorin und Übersetzerin aus dem Englischen und Deutschen. ⚭ 1. Dezember 1887 im Dom zu Bergen Fredrik Ludvig Konow (1843–1887), Obergerichtsrat. Nach zwei Wochen Ehe verwitwet.
              - G4 Jakob von der Lippe (* 7. Juli 1870 in Stavanger; † 27. November 1954 in Oslo), Schauspieler, 1918–1934 Kostümbildner am Osloer Nationaltheatret. ⚭ 5. Juli 1900 in Kristiania (Oslo) Hanna Castberg (* 31. August 1872 in Skien, Telemark; † 26. Juli 1926 in Oslo), Tochter von Johan Christian Tandberg Castberg (Zollbeamter, Zeitungsredakteur und Parlamentsabgeordneter) und Hanna Magdalena Frisak Ebbesen. Hanna war Frauenrechtlerin, Journalistin und Dramatikerin.
                - H1 Frits von der Lippe (* 1. Juni 1901 in Ullensvang, (Kinsarvik); † 1. September 1988 in Oslo), Journalist und Theaterkritiker, 1949–1968 Gründungsdirektor des staatlichen norwegischen Tourneetheaters Riksteatret. ⚭ 9. Oktober 1925 Synnøve Castberg, geborene Reimers (* 23. Oktober 1900; † 21. Oktober 1990), Tochter von Rechtsanwalt Einar Reimers und der Opernsängerin Cally Monrad, in 1. Ehe verheiratet mit dem Verfassungsjuristen Frede Castberg, einem Cousin von Frits.
                - H2 Just Lippe (Just Ebbesen von der Lippe; * 13. Januar 1904 in Kristiania; † 24. März 1978 in Oslo), Politiker in der Norwegischen Kommunistischen Partei (NKP) und Journalist. ⚭ 1945 Asvor Ottesen (Lilly Jensen; * 12. Januar 1911 in Hamburg, † 9. Juni 2003), Widerstandskämpferin und Rechtsanwältin.
                - H3 Jens von der Lippe (* 13. Oktober 1911 in Oslo; † 17. Juni 1990 ebenda), Keramikkünstler und Kunstschriftsteller. ⚭ 1936 Margrethe Lund (* 9. Juli 1913 in Trondheim; † 10. März 1999), Tochter des Klempnermeisters Knut Henrik Holtermann Lund und Fredrikke (Dik) Regine Brun. Margarethe war ebenfalls Keramikerin.

            - F10 Johan Nordahl Brun von der Lippe (* 16. September 1838 in Kristiansand; † 7. Dezember 1915), Pfarrer in Fjell und später Tjøme, bekannter Prediger, veröffentlichte im Morgenbladet und in Kirchenzeitungen. ⚭ (1) 19. Mai 1865 in Kristiansand Martha Marie Elisabeth Holmsen (* 21. April 1840 in Kristiania; † 15. Februar 1869 in Sørum), Tochter von Clement Holmsen aus Eidsvoll und Nicoline Caroline Nilson. ⚭ (2) 26. Oktober 1871 in Sørum Hedevig Caroline Clementia Holmsen (* 18. August 1849 in Kristiania), Schwester der ersten Ehefrau. ⚭ (3) 3. Dezember 1885 Marie Barth (* 7. September 1853 in Øvre Eiker, Buskerud; † 1949).
              - G2 aus ⚭ (2) Jakob von der Lippe (* 28. Juli 1872 in Fjell; † 13. Mai 1953), Oberbefehlshaber der Marineflieger, später Kommandierender Admiral der Norwegischen Flotte.
              - G6 aus ⚭ (3) Anton Barth von der Lippe (* 8. Oktober 1886 in Tjøme; † 8. Juli 1960 Tjøme), Schiffsreeder, Inhaber eines Walfangunternehmens.

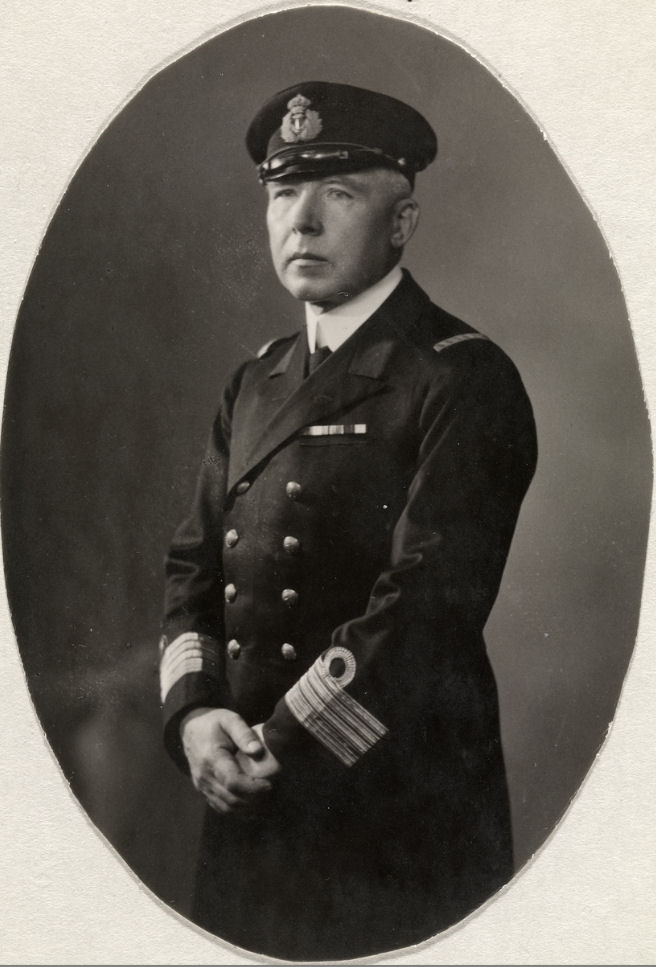
Jakob von der Lippe (1872–1953)
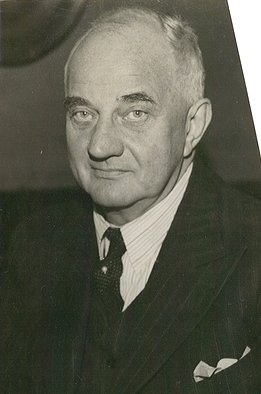
Fredrik Parelius (1879–1970)
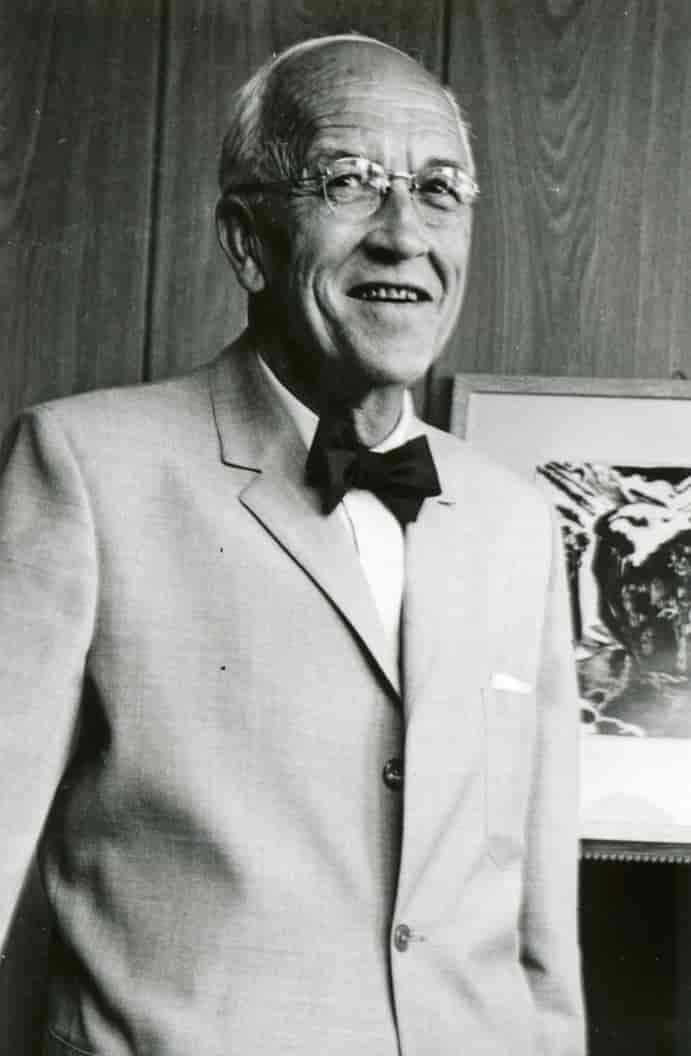
Frits von der Lippe (1901–1988)
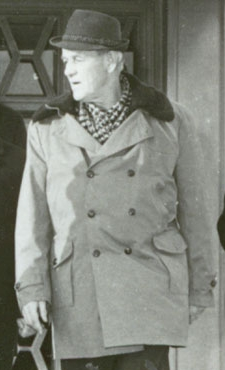
Just Lippe (1904–1978)
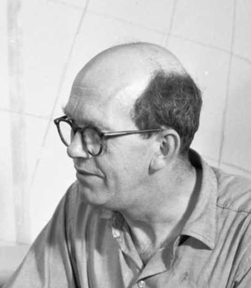
Jens von der Lippe (1911–1990)